# Фентезі-каньйон
Фентезі-каньйон, англ. Fantasy Canyon — район, керований Бюро з управління земельними ресурсами, розташований приблизно в 27 мілях (43 км) на південь від міса Вернел, в окрузі Юїнта, штат Юта. Попри те, що площа каньйону складає всього близько 40 тисяч квадратних метрів, в ньому знаходяться одні з найнезвичайніших геологічних об'єктів в світі. Місце було офіційно задокументовано дослідником і палеонтологом Ерлом Дугласом, який описав цей район під іншими назвами: «Майданчик диявола» і «Яма Аїда». Він опублікував фотографії району в 1909 році в The Columbian Magazine.
Формація склалася в епоху еоцену. У каньйоні виявлені численні кісткові останки вимерлих ссавців цього періоду. 

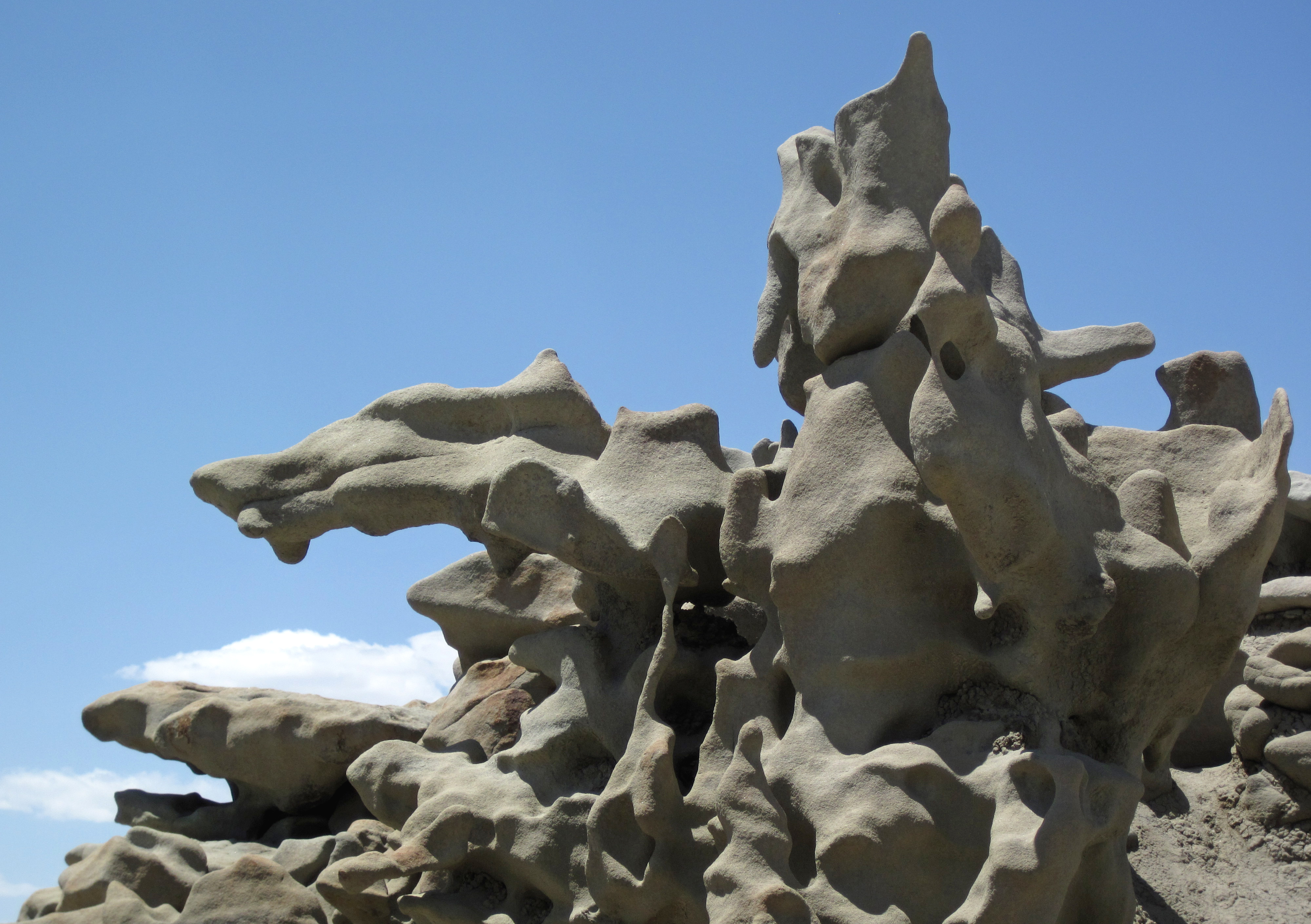
Скельні фігури
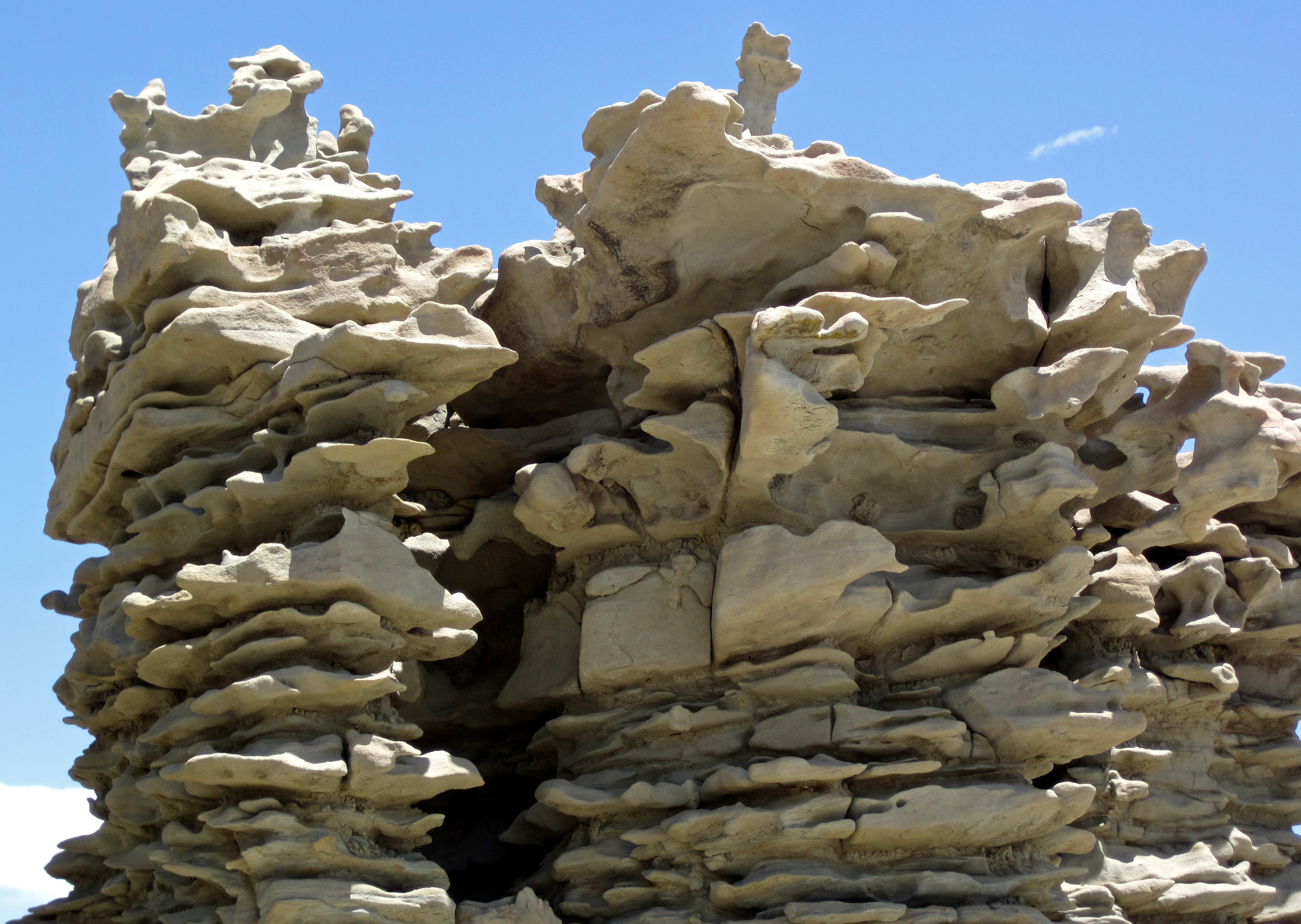
Цементовий і еродований піщаник